# Maria Quitéria de Jesus
Maria Quitéria de Jesus (Feira de Santana, 27 de juliol de 1792 - Salvador, 21 d'agost de 1853) va ser una alferes brasilera, considerada heroïna de la Guerra d'Independència. Va combatre amb les tropes del nou Imperi del Brasil contra els soldats fidels a la Corona Portuguesa, tot disfressada d'home i fent-se anomenar "soldat Medeiros".

## Biografia
Maria Quitéria va néixer en una finca propera a Feira de Santana a l'actual estat de Bahia, filla d'un petit terratinent de la zona, el 1792. Sense estudis formals d'alguna classe, Maria Quitéria va romandre analfabeta però en l'ambient de la hisenda paterna va aprendre a muntar a cavall, usar armes de foc i caçar, activitats usuals en l'ambient rural de la seva època però poc comunes per a una dona del seu entorn.
La jove Maria Quitéria estava a punt de casar-se quan al juliol de 1822 la província de Bahia es va declarar a favor del príncep Pere de Bragança que postulava la independència de Brasil, i per sostenir aquesta posició les autoritats de Bahia van enviar emissaris a la recerca d'adhesions en armes o soldats per tota la província; quan una delegació va arribar a Feira de Santana, el pare de María Quitéria de Jesús va quedar exempt de tot en ser un vidu amb fills menors (cap en edat militar). No obstant això Maria Quitéria va decidir unir-se a les tropes independentistes, malgrat no tenir consentiment patern. Davant això, Maria Quitéria de Jesús va fugir a la casa de la seva germanastra i es va tallar els cabells, va vestir-se com un home i va dirigir-se a la vila propera de Cachoeira per allistar-se amb el nom de "soldat Medeiros" en el regiment d'artilleria local.
Descoberta pel seu pare poc després i en revelar-se el seu veritable sexe, Maria Quitéria va aconseguir quedar-se en les tropes del Batalló de Voluntaris del Príncep a causa de la seva disciplina i habilitat amb les armes i va incorporar al seu uniforme una faldilla de tipus escocès. Entre octubre de 1822 i juny de 1823, va participar en diversos combats i emboscades contra els soldats portuguesos que resistien a la província de Bahia. Feia anar el fusell amb la mateixa habilitat que els seus companys i mostrava valentia enfront del foc enemic, sent ascendida a cadet el juliol de 1823. Després del final de la guerra, va ser rebuda el 20 d'agost de 1823 per l'emperador Pere I a Rio de Janeiro, on va ser condecorada i ascendida a alferes.
A continuació va retirar-se de l'exèrcit del Brasil i va tornar a Feira de Santana, on va ser perdonada pel seu pare i va contreure matrimoni. Després d'enviudar i reclamar l'herència del seu pare, es va mudar a Salvador amb la seva filla, on moriria als 61 anys, en l'anonimat.

## Heroïna de la Pàtria
En virtut de la Llei Federal núm. 13697, de 2018, el Congrés Nacional del Brasil va decretar-ne la inscripció en el Llibre dels Herois i Heroïnes de la Pàtria, un memorial cenotàfic situat dintre del Panteó de la Pàtria i de la Llibertat Tancredo Neves de Brasília, creat per honorar la memòria de les persones que millor van servir al país en la seva defensa i construcció.